# Zauberstab

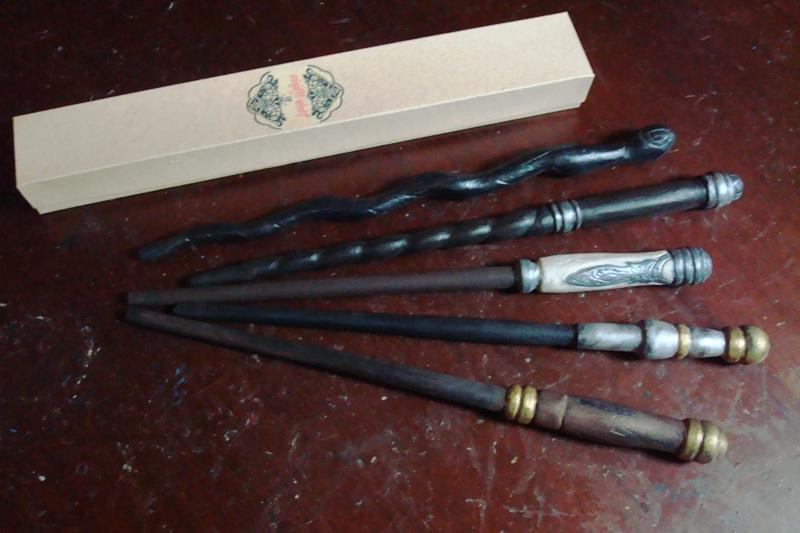
Verschiedene Zauberstäbe

Als Zauberstab (oder Magierstab) bezeichnet man ein Hilfsmittel von Zaubernden, ein magisches Arbeitsgerät, das sich vor allem im Okkultismus, Fantasy-Filmen, -Büchern und -Computerspielen, sowie im Märchen wiederfindet, aber auch in der Wirklichkeit anzutreffen ist.

## Der Zauberstab im Okkultismus
Der Zauberstab dient dem Zauberer im Ritual. Er will damit die speziellen magischen Energien in die gewünschte Richtung lenken. So wird damit beispielsweise auf ein Foto einer Person gezeigt, die verzaubert werden soll. Außerdem symbolisiert der Zauberstab den Willen des Zaubernden.

## Der moderne Zauberstab
Der „klassische“ Zauberstab, wie er von Zauberkünstlern verwendet wurde und wird und wie er dem Klischee des Bühnenzaubers entspricht, ist ein ca. 30 cm langer und 1 cm dicker Stab aus Holz. Für gewöhnlich ist er vollkommen schwarz, lediglich seine beiden Enden sind weiß.
Der „moderne“ Zauberstab hingegen wird heutzutage eher verwendet und ist bis zu 25 cm lang. Nur ein Ende ist weiß, nämlich das, aus dem der „Zauber“ kommt. Aktuellere Illusionisten haben allerdings eher kleinere Zauberstäbe.
Für Zauberkünstler erfüllt ein solcher Zauberstab einen wichtigen Zweck, indem er die Blicke der Zuschauer auf einen bestimmten Punkt lenkt bzw. von einem solchen weg.
Mit der Zeit hat sich jedoch auch der Zauberstab gewandelt, sodass die streng zylindrische Form und vor allem die Farben variieren können. Auch das Fertigungsmaterial, früher ausschließlich Holz, ist durch Metalle und Kunststoffe erweitert bzw. ersetzt worden.

## Zauberstäbe im Märchen und im Fantasy-Genre
Eine der ältesten Zauberstab-Überlieferungen stellt die alttestamentliche Moses-Legende zur Verfügung. Hier beeindruckt der Führer des jüdischen Volkes mit verschiedenen Wunderhandlungen, bei denen das Wirken JHWHs durch seinen Stab eine zentrale Rolle spielt. Unter anderem verwandelt sein Stab Wasser in Blut und der Stab seines Bruders verwandelt sich in eine Schlange, was einige Hofbeamte des ägyptischen Pharaos ihre „Zauberstäbe“ ebenfalls vollführen lassen.
Im Märchen und in der Fantasy-Literatur (sowie auch in Fantasy-Spielen und -Filmen) ist der Zauberstab das wesentliche (aber nicht immer ausschließliche) Werkzeug von magisch begabten Wesen, wie Feen, Zauberern u. a. Dank ihm können sie in den meisten Fällen erst Magie wirken, so dass ihre Zaubersprüche erst funktionieren.
Hierbei können die Zauberstäbe in Form und Farbe sehr variieren. Neben kurzen, geraden Stöcken, die glitzern oder leuchten, sind auch fast mannsgroße knorrige Stäbe, alten Ästen gleich, bekannt.
Der Zauberstab steht dabei meist in enger Beziehung zu seinem Besitzer. Geht er verloren oder wird zerstört, so verliert der Besitzer häufig seine magischen Fähigkeiten oder Teile davon.

### Einige Beispiele von Zauberstäben
In Peter Jacksons Der-Herr-der-Ringe-Verfilmungen beispielsweise handelt es sich beim Zauberstab von Gandalf zunächst um einen Wander- und Stützstock, der mit einem magischen Kristall bestückt werden kann, um Licht zu spenden.
In der Buch- und Filmreihe Harry Potter ist es ein kurzer, spitz zulaufender Holzstab mit einem Kern aus magischen Materialien, wie z. B. Phönixfeder, Drachenherzfaser oder Einhornhaar, der sich seinen Besitzer selbst aussucht. Harry erhält seinen Zauberstab – aus Stechpalme und Phönixfeder, elf Zoll lang – in der Winkelgasse von Garrick Ollivander (Ladenaufschrift: Ollivander – Gute Zauberstäbe seit 382 v. Chr.).

### Die Benutzung des Zauberstabs
Der Zauberstab wird vornehmlich dazu benutzt, Magie zu wirken (zu zaubern). Dabei kann er sowohl zum Anvisieren eines Ziels genutzt werden als auch zum Kanalisieren von magischen Energien. Ebenfalls wird der Zauberstab in (oftmals sehr symbolische) Bewegungsabläufe mit eingesponnen, häufig parallel zum Sprechen einer Zauberformel. Die direkte Berührung mit dem Zauberstab kann bereits den magischen Effekt einleiten.

## Zauberstab-Werkzeug im Bildbearbeitungsprogramm
In Programmen wie Adobe Photoshop können mit dem Zauberstab-Werkzeug komplexe zusammengehörige Bereiche ausgewählt werden, um beispielsweise eine Person aus einem Bild zu kopieren.